# ブラッシング (バンド)
ブラッシング (Blushing)は、アメリカ・テキサス州オースティン出身のインディー・ロックバンド。
ボーカル兼ギターのミシェル・ソト（Michelle Soto）、ドラムのジェイコブ・ソト（Jacob Soto）、ボーカル兼ベースのクリスティーナ・カルモナ（Christina Carmona）、ギターのノエ・カルモナ（Noe Carmona）からなる2組のカップルで構成されている。
エラスティカ、カーブ、ヴェルーカ・ソルト、ラッシュ、ザ・ブリーダーズ、スマッシング・パンプキンズなど、多様な影響を受けたシューゲイザーやドリーム・ポップを融合したサウンドを特徴としている。
ライドのマーク・ガードナー（Mark Gardener）が作品のミキシング、マスタリングを手がけ、Lushのミキ・ベレーニ、元スマッシング・パンプキンズのジェフ・シュローダーが作品に参加していることでも注目された。 

## 来歴
2017年に結成され、同年に初のEP『Tether』をリリースした。翌2018年には2作目のEP『Weak』を発表。2019年にはセルフタイトルのデビュー・アルバム『Blushing』をリリースした。
2作目のフル・アルバム『Possessions』は2022年にリリースされ、リンゴ・デススターのエリオット・フレイザー（Elliott Frazier）がエンジニアとして制作に協力している。ライドのマーク・ガードナー（Mark Gardener）がミックス・マスタリングで参加し、『Possessions』の収録楽曲「Blame」では、Lushのミキ・ベレーニ（Miki Berenyi）をゲストボーカルに迎えている。ミキは、ブラッシングがLushの楽曲「Out of Control」をカバーしたことをきっかけに彼らの存在を知り、コラボレーションが実現した。
3枚目のアルバム『Sugarcoat』では、エンジニアリング、ミキシング、マスタリングに再びエリオット・フレイザーとマーク・ガードナーを起用。アルバムからのシングル「Seafoam」ではロサンゼルスのドリーム・ポップ・バンド、The Lassie Foundation（ザ・ラッシー・ファウンデーション）、また2007年以降世界的なバンド、スマッシング・パンプキンズ（The Smashing Pumpkins）のメンバーとして活躍したジェフ・シュローダー（Jeff Schroeder）がリードギターで参加してる事でも話題となった。
全米およびUKツアーに加え、LEVITATIONをはじめとする定番ライブイベントへの出演を重ね、サウス・バイ・サウスウエストショーケースにも参加。Snail Mail、Blonde Redhead、ビーバドゥービーなどとの共演歴も持つ。
2023年にインディー・ロック、オルタナティヴ・ロック、アンダーグラウンドな音楽シーンにフォーカスするコレクティブ、PØRTALが主催するライブイベント『INTO THE PØRTAL』でSoftcultと共に初来日。
2024年11月に再び来日しジャパンツアーを行った。